# The Crying Game
The Crying Game är en thrillerfilm från 1992 med manus och regi av Neil Jordan. Filmen vann en Oscar för bästa originalmanus.
År 1999 placerade British Film Institute filmen på 26:e plats på sin lista över de 100 bästa brittiska filmerna genom tiderna. 

## Handling
En brittisk soldat på permission tillfångatas av IRA. En av hans fångvaktare fattar sympati för soldaten och förmår inte döda honom.

## Rollista (i urval)
- Stephen Rea – Fergus
- Miranda Richardson – Jude
- Forest Whitaker –  Jody
- Jaye Davidson – Dil
- Adrian Dunbar – Peter Maguire
- Tony Slattery – Deveroux
- Jim Broadbent – Col
- Birdy Sweeney – Tommy
- Ralph Brown – Dave